# Höhe 431
Die Höhe 431 ist eine militärisch wichtige Anhöhe im Norden Afghanistans und war als solche ein ständig bemannter militärischer Außenposten der ISAF. Ihr Name rührt daher, dass ihr Gipfel 431 Meter über dem Meeresspiegel liegt.

## Geographie
Bei der Höhe 431 handelt es sich um einen freistehenden, lehmigen Hügel im Distrikt Char Darah, etwa 7 Kilometer Luftlinie südwestlich des Zentrums der nordafghanischen Provinzhauptstadt Kundus am westlichen Ufer des gleichnamigen Flusses. Die Höhe 431 erhebt sich zwar nur etwa 30–40 Meter über die umgebende Ebene des Flusstals, weist jedoch steile Flanken auf.

## Militärische Bedeutung
Wer die Höhe 431 beherrscht, kontrolliert das Flusstal südlich der Stadt Kundus.
Die Höhe 431 war während des deutschen Einsatzes in Afghanistan der erste ständig bemannte militärische Außenposten der Bundeswehr außerhalb der drei befestigten Feldlager Masar-e Scharif, Kundus und Faizabad. Sie befand sich innerhalb des unter deutscher Führung stehenden ISAF-Regionalkommandos Nordafghanistan (RC North) im notorischen Unruhedistrikt Char Darah, der eine ethnische Enklave der Paschtunen im ansonsten weitgehend usbekisch und tadschikisch dominierten Nordafghanistan darstellt und sich seit etwa 2006 zu einer Bastion der Taliban in Nordafghanistan entwickelt hatte.
Die Höhe 431 wurde ISAF-intern als „FOB“ (Forward Operating Base) bezeichnet – in der klassischen militärtaktischen Terminologie wäre sie wohl am ehesten ein befestigter Feldposten zu nennen.

## Befestigung
Das weniger als einen halben Hektar große Hügelplateau der Höhe 431 wurde Anfang 2010 unter deutscher Aufsicht im Rahmen des ZMZ-Programms Cash For Work („mit Bargeld bezahlte Arbeit“) von einheimischen Arbeitern zu einer Feldbefestigung ausgebaut. Diese wies mehrere befestigte Kampfstände mit Überdeckung und „blast walls“, d. h. ein Netz von Splitterschutz- bzw. Laufgräben, sowie provisorische Sanitäreinrichtungen (mobile Toilettenkabinen) auf. Eingebaute schwere Infanterieunterstützungswaffen umfassten MGs, HK GMWs und MILAN-PzAbwLFK inklusive Wärmebildkamera.
Als ständige militärische Besatzung war ein Bundeswehr-Kontingent in Zugstärke auf der Höhe 431 stationiert, das etwa alle drei bis sechs Tage in einem Rotationsverfahren abgelöst wurde. Dabei diente das Polizeihauptquartier (PHQ) in der Ortschaft Char Darah 150 Soldaten sowie zwei Dutzend afghanischen Polizisten als Vorposten inmitten des Feindgebiets.
Nach Beendigung der Operation Halmazag, bei der bis Mitte November 2010 die Taliban aus dem Süden von Char Darah verdrängt werden konnten, konnte die Stellung geräumt werden. Ein neuer Außenposten wurde in Quatliam errichtet.

## Geschichte
Die Höhe 431 war wegen ihrer beherrschenden Lage bereits während der sowjetischen Besetzung Afghanistans mehrfach schwer umkämpft. Sie ist schon in den damaligen militärgeographischen Karten der Roten Armee unter dem Namen „Höhe 431“ eingezeichnet. Seit der Errichtung des PRT Kundus 2004 wechselte sie mehrmals zwischen Truppen der ISAF bzw. der Afghanischen Nationalarmee und den Taliban den Besitzer.
Im Sommer 2009 war es im Rahmen der ISAF-Operation Oqab unter maßgeblicher deutscher Beteiligung zu Gefechten von ISAF-Einheiten mit Taliban um die Höhe 431 gekommen. Nachdem die Höhe 431 im Zuge dessen von ISAF-Kräften besetzt worden war, wurde die Entscheidung getroffen, die Höhe 431 dauerhaft besetzt zu lassen, um zu verhindern, dass sie erneut zurück in die Hände des Gegners fällt und dann vielleicht erneut erobert werden müsste.
Seit dem Frühjahr 2010 war auch die benachbarte Höhe 432 dauerhaft von der Bundeswehr besetzt, nachdem diese mehrfach von Taliban als Beobachtungsposition und Gefechtsstellung benutzt worden war. 
Im Laufe des Jahres 2011 wurden die Höhen 431 und 432 an die afghanischen Sicherheitskräfte übergeben. Damit wurden zusätzliche Kräfte für die Operationsführung der Bundeswehr im Unruhedistrikt Char Darah freigesetzt.
Im Gegensatz zu diversen FOBs vor allem in Südafghanistan, die zum Teil heftigen Taliban-Attacken ausgesetzt waren, haben die Taliban bis 2015 nicht ernsthaft versucht, die ISAF- bzw. internationale Truppen wieder von der Höhe 431 zu vertreiben.